# Bryobia hengduanensis
Bryobia hengduanensis är en spindeldjursart som beskrevs av Wang och Xiaolong Cui 1991. Bryobia hengduanensis ingår i släktet Bryobia och familjen Tetranychidae. Inga underarter finns listade.